# Neenchelys microtretus
Neenchelys microtretus is een straalvinnige vissensoort uit de familie van slangalen (Ophichthidae). De wetenschappelijke naam van de soort is voor het eerst geldig gepubliceerd in 1915 door Bamber.